# توم سوليفان (لاعب كرة قاعدة أمريكي)
توم سوليفان (بالإنجليزية: Tom Sullivan)‏ هو لاعب كرة قاعدة أمريكي، ولد في 18 أكتوبر 1895 في بوسطن في الولايات المتحدة، وتوفي بنفس المكان في 23 سبتمبر 1962.

## وصلات خارجية
- توم سوليفان (لاعب كرة قاعدة أمريكي) على موقعبيزبول رفرنس.كوم (الدوري الرئيسي) (الإنجليزية)